# Georges Berger (gymnast)
Georges Hubert Albert Berger (1. maj 1897 – 16. november 1952) var en fransk gymnast som deltog under OL 1920 i Antwerpen. 
Berger vandt en bronzemedalje i gymnastik under OL 1920 i Antwerpen. Han var med på det franske hold som kom på en tredjeplads i holdkonkurrencen i multikamp.